# Abtei von San Fruttuoso

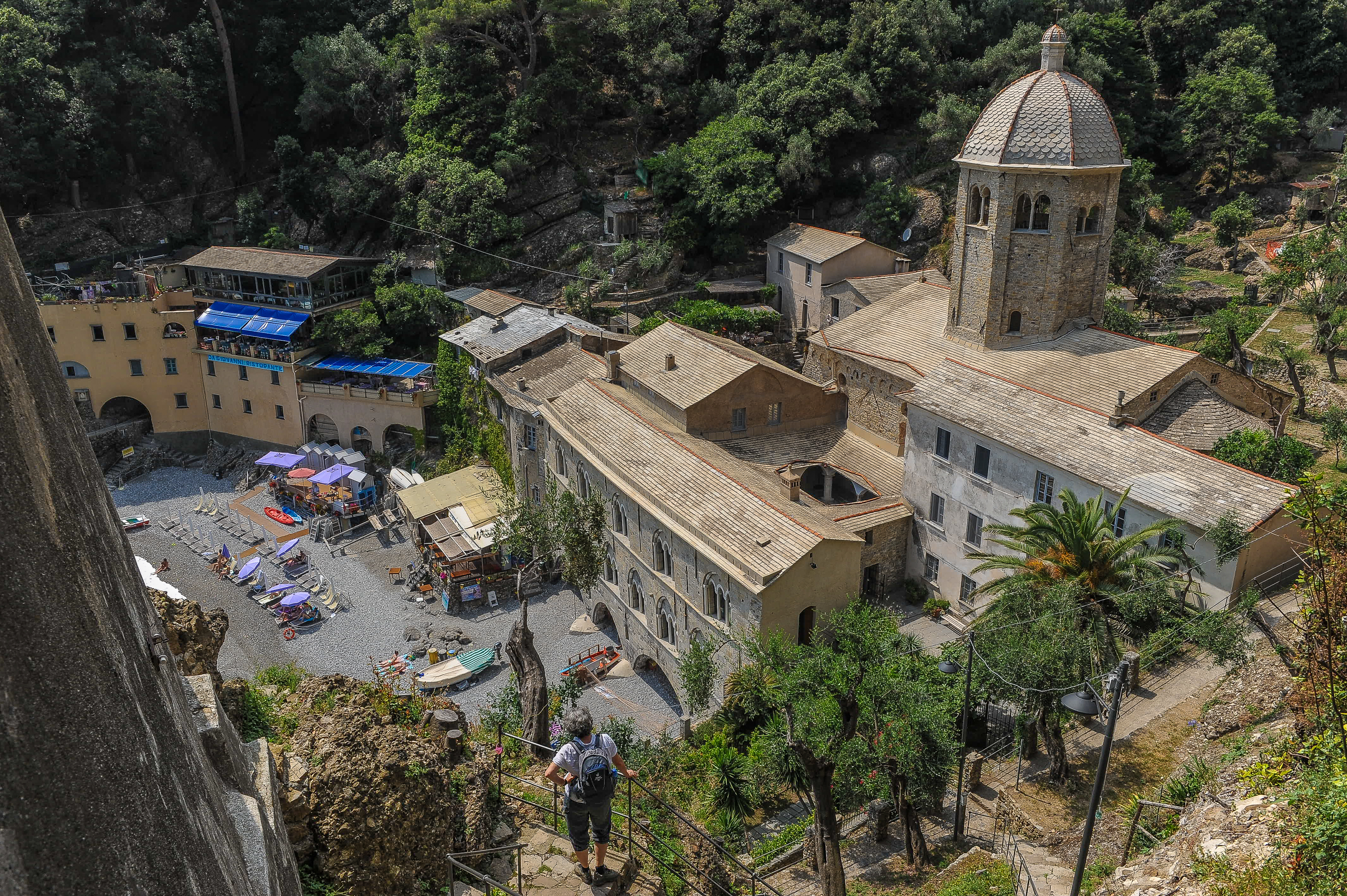
Abtei

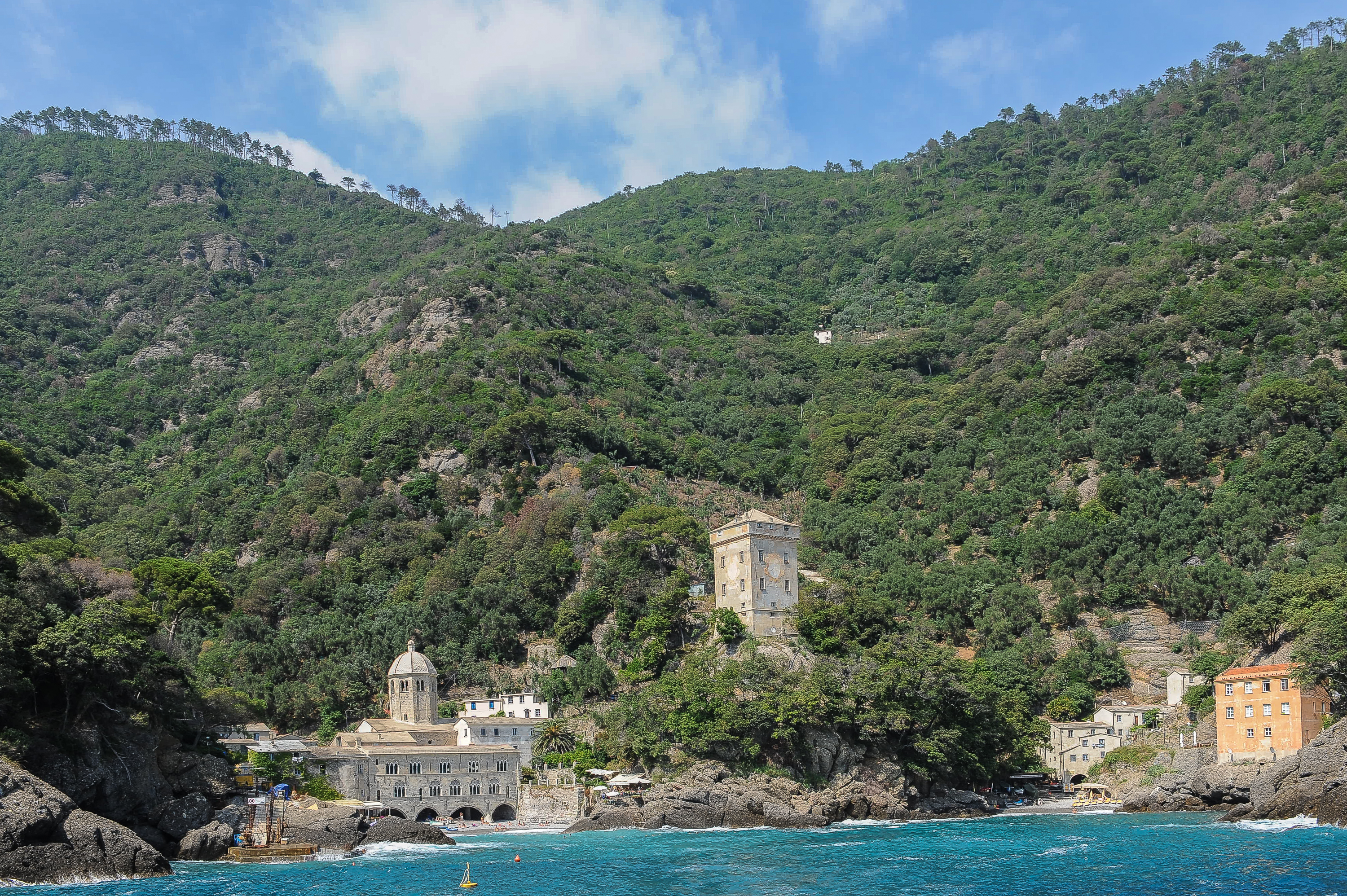
Bucht mit Abtei und Torre Doria

Die Abtei von San Fruttuoso, eigentlich Abtei von San Fruttuoso di Capodimonte, ist ein Klosterkomplex an der gleichnamigen Bucht an der italienischen Riviera di Levante. Sie gehört zu der Gemeinde Camogli in der italienischen Metropolitanstadt Genua.
Die Gründung des nach Fructuosus von Tarragona benannten Klosters geht auf Adelheid von Burgund zurück. Seit 1983 wird die Benediktinerabtei unter den architektonischen Schätzen des Fondo Ambiente Italiano (FAI) geführt. Auf dem Meeresgrund der Bucht von San Fruttuoso befindet sich auch die Christusstatue Cristo degli abissi, die dort im Jahr 1954 aufgestellt worden war.
Die Abtei von San Fruttuoso ist nicht an das Straßennetz der Region angeschlossen und ist lediglich mit dem Schiff von Camogli oder Rapallo aus oder über einen Wanderweg am Fuße des Monte di Portofino, welcher den Golfo Paradiso dominiert, zu erreichen.